# Martin Høybye
 Der er for få eller ingen kildehenvisninger i denne artikel, hvilket er et problem. Du kan hjælpe ved at angive troværdige kilder til de påstande, som fremføres i artiklen.

Martin Høybye (født 5. maj, 1972) er en dansk sangskriver og forsker.

## Karriere
Han har skrevet sange, siden han som 17-årig rejste til USA, hvor han boede og blandt andet arbejdede med sangskriverne Michael Hughes og Susan Moody. Her blev en akustisk sangskrivning grundlagt med inspiration fra fx Tracy Chapman, Muddy Waters, Bill Withers men også senere med indflydelse fra den alternative countryscene, hvilket høres på albummet East of November, som udkom i 2002 i USA og i Danmark i 2003. (Nomineret til "Årets danske country-album" ved DMA Folk i 2004.).
Forbindelsen til den amerikanske sangskrivningstradition har været stærk gennem hele sangskriverens karriere. I 2007 var han klar med to plader – først From Here to Heaven, senere samme år udkom Building Memories, som indeholdt 12 originale engelsksprogede julesange, skrevet år før ind under jul. Der var blevet stiftet familie, og Martin Høybye afsøgte på pladerne især det nære univers omkring kernefamiliens værdier. 
Danmark blev hjemstedet, dog med endnu en arbejdsperiode i USA i 2010-2011, hvor han samarbejdede med andre sangskrivere i Californien, Nashville og Austin. Night Like This udkom 25. november 2011. Albummet var et countryalbum, som blev godt modtaget af anmeldere. Samme år udkom i øvrigt det eksperimentelle album Songtronica under artistnavnet Hoybye feat. Monsdrum, hvor songwriter møder electronica.
I januar 2016 udkom For the World, samtidig med debutromanen For alt i verden. Nu startede desuden et arbejde med at forstå sangskriveren som en slags skribent, som forholder sig til livet igennem sangskrivning. Det førte ind på et forskningsspor, først i menneskers oplevelse af at leve med klimaforandringer, og hvordan kunst i form af sangskrivning kan bruges til både at forstå og bearbejde, hvad der sker.[kilde mangler]
Pladen The Hourglass Sessions fra 2019 er første udgivelse, der tager livtag med ’the new normal,’ som klimakrisen også kaldes. Men hvor de sange behandlede sangskriverens eget tag på klimaforandringerne ved at arbejde med ’tiden’ som en afgørende faktor (ud fra tanken, at vi lever for kort til at forstå den fulde indvirkning af vores handlinger på omgivelserne), så udvidede han derefter optikken til at inddrage det globale syd og skrev sange med folk fra alle lag af samfundet i Cape Town i Sydafrika i et kunstnerisk phd-projekt, ved Aarhus Universitet, (Institut for Kultur og Samfund - Afdeling for Arkæologi og Kulturarvsstudier).
Med ph.d.'en i etnografisk sangskrivning trådte Høybye også ind i en mere aktivistisk afdeling af sangskrivningen, blandt inspireret af sydafrikanske Jonny Klegg og Peter Kramer, Hugh Masekela og Miriam Makeba. Det førte til albummet "Songs in the Key of Collaboration," (2024), der indeholder ti sange skrevet med fattige, rige og dem midt imellem i Cape Town, og dermed også folk med forskellige racemæssige baggrunde, religioner og nationaliteter.
Høybye har gennem årene modtaget flere priser for sin sangskrivning, bl.a. ‘Songwriter of the Year’ (SongIsland), samt i International Songwriting Competition, USA Songwriting Competition, Unisong Songwriting Competition.

## Diskografi
- East of November (2002 USA) (2003 DK)
- From Here to Heaven (2007)
- Building Memories (2007)
- Songtronica (2011)
- Night Like This (2011)
- For the World (2016)
- The Hourglass Sessions (2019)

Desuden har Martin Høybye medvirket på eller leveret materiale til flg. kunstneres udgivelser: Ester Brohus, Henning Kvitnes, Henning Stærk, Nalle, Helle Hansen, Eva Hillered, Kevin Welch, Morten Remar, Fabula, Jeff Wasserman, m.fl.